# Rheinisch-Westfälische Straßen- und Kleinbahnen
Die Rheinisch-Westfälische Straßen- und Kleinbahnen GmbH (RWSK) wurde am 28. Februar 1936 in Essen als Tochter des Rheinisch-Westfälischen Elektrizitätswerks (RWE) gegründet.
In der RWSK wurden die elektrischen Bahnen zusammengefasst, die vorher durch die RWE-Bahnabteilung betreut worden waren. Dabei handelte es sich um alle Bahnen, welche im Einflussbereich des RWE standen, sei es dass dieses zu einhundert Prozent oder nur anteilmäßig an dem jeweiligen Betrieb beteiligt war, sei es dass es sich lediglich um die Betriebsführung fremder Unternehmen durch das RWE handelte.
Die Gründung geschah in der Weise, dass die RWE-Tochter „Kreis Mettmanner Straßenbahnen GmbH“ in alle Rechte des RWE an den betreffenden Bahnen eintrat und gleichzeitig ihre Firma in RWSK änderte.
Damit fanden jahrzehntelange Bestrebungen des RWE unter der Führung seines Vorstandsmitgliedes Hugo Stinnes einen gewissen Abschluss, der seit der Jahrhundertwende versucht hatte, möglichst alle elektrischen Bahnen im rheinisch-westfälischen Industriegebiet unter das Dach des RWE zu bringen, um damit auch in den jeweiligen Städten das Recht auf die Stromversorgung zu erlangen. Sein besonderes Interesse hatte dabei der Essener Straßenbahn gegolten, die zur Süddeutschen Eisenbahn-Gesellschaft (SEG) gehörte. Um entscheidenden Einfluss auf die SEG zu gewinnen, hatte er als Holding-Gesellschaft die „Rheinisch-Westfälische Bahngesellschaft mbH“ (RWB) gegründet, an der neben dem RWE zu 75 % der Anteile Städte und Kreise beteiligt waren. Doch der angestrebte Erfolg blieb dem RWE versagt.
Im Jahre 1939 unterstanden der RWSK folgende Straßen- und Kleinbahnen, deren weitere Entwicklung in besonderen Artikeln behandelt wird:
- Kleinbahn Langenfeld-Monheim-Hitdorf
- Kleinbahn Opladen–Lützenkirchen
- Kleinbahn Rees–Empel
- Kleinbahn Siegburg–Zündorf
- Kleinbahn Wesel–Rees–Emmerich
- Klever Straßenbahn
- Straßenbahn Opladen-Ohligs
- Wahner Straßenbahn

Da einerseits die Einflussnahme auf die Straßenbahnen des Ruhrgebiets nur teilweise gelungen war, andererseits auch die Bedeutung der Verkehrsbetriebe für die Stromlieferanten nachgelassen hatte, versuchte das RWE – vor allem nach dem Zweiten Weltkrieg –, seine Beteiligungen an die Städte und Kreise abzustoßen und nur noch die Betriebsführung der Bahnen zu behalten. Diese Entwicklung, die auch zur Stilllegung einiger Bahnen führte, fand 1966 ihren Abschluss.